# SUN domen
SUN (Sad1p, UNC-84) domeni su konzervirani C-terminalni proteinski regioni sa nekoliko stotina aminokiselina. SUN domeni su obično javljaju nakon transmembranskog domena i manje očuvanih regiona aminokiselina. Večina proteina koji sadrže SUN domene učestvuju u pozicioniranju jedra u ćeliji. Smatra se da SUN domeni formiraju direktne interakcije sa KASH domenima u prostoru između spoljašnje i unutrašnje membrane jedra. SUN proteini su prisutni na unutrašnjoj membrani jedra. Sad1 protein bakterije  se nalazi na deobnom vretenu. Kod sisara, SUN domen je prisutan u dva proteina,  i . SUN domen Sun2 proteina je u periplazmičnom prostoru.

## Primerproteina
Sisari
- , 2, i 3

Kukuruz
- , 2, 3, 4, i 5

- , i 2